# Caín Bajo
Caín Bajo es un barrio ubicado en el municipio de San Germán en el estado libre asociado de Puerto Rico. En el Censo de 2010 tenía una población de 1207 habitantes y una densidad poblacional de 193,69 personas por km².

## Geografía
Caín Bajo se encuentra ubicado en las coordenadas 18°6′32″N 67°2′47″O / 18.10889, -67.04639. Según la Oficina del Censo de los Estados Unidos, Caín Bajo tiene una superficie total de 6.23 km², que corresponden a tierra firme.

## Demografía
Según el censo de 2010, había 1207 personas residiendo en Caín Bajo. La densidad de población era de 193,69 hab./km². De los 1207 habitantes, Caín Bajo estaba compuesto por el 84,84 % blancos, el 6,55 % eran afroamericanos, el 0,5 % eran asiáticos, el 5,63 % eran de otras razas y el 2,49 % eran de una mezcla de razas. Del total de la población el 99,34 % eran hispanos o latinos de cualquier raza.